# Исследовательский институт научной педагогики при 2-м МГУ
Исследовательский институт научной педагогики при 2-м МГУ — советский научно-исследовательский институт в Москве в 1926—1931 г.
Институт учрежден в 1926 для организации научных исследований в области народного образования, а также для подготовки научных работников и распространения научных знаний в этой области.
Структура института по положению дел на 1927 г., отделы:
- общей педагогики
- педологии и психологии
- методический
- организации народного образования
- профессиональной педагогики (включал в себя секции сельскохозяйственного и индустриально-технического образования).

В институте в разное время работали А. П. Пинкевич (директор), А. Г. Калашников (зам. директора), Г. О. Гордон (уч. секретарь), Е. А. Аркин, И. А. Арямов, В. П. Афанасьев, П. П. Блонский, Л. С. Выготский, Л. В. Занков, Н. Н. Иорданский, E. H. Медынский, М. М. Пистрак, С. Т. Шацкий и другие.
С 1930 г. институт переименован в Московский исследовательский институт научной педагогики при 2-м МГУ, в результате критики было назначено новое руководство: А. П. Пинкевич был освобожден от занимаемой должности, а директором института стал И. Ф. Свадковский.
В 1929—30 структура ин-та была изменена, были созданы следующие секции: методологическая; политехнизации; политпросветработы; методики; политики и организации народного образования; изучения среды; национальных школ; дошкольной педагогики; дефектологии; изучения педагогики капиталистических стран и др.
В 1931 институт был ликвидирован. На его базе созданы научно-исследовательский институт планирования и организации народного образования и научно-исследовательский программно-методический институт.